# Филимонова, Галина Ивановна
Галина Ивановна Филимонова (15 октября 1944, Ленинград — 31 октября 2020, Санкт-Петербург) — актриса театра и кино, заслуженная артистка России (1993).

## Биография
Родилась 15 октября 1944 года в Ленинграде. Окончила ЛГИТМиК в 1967 году (класс Г. А. Товстоногова).
По окончании театрального ВУЗа была принята в труппу Ленинградского театра имени Ленинского комсомола, где работала по 1970 год, с 1970 по 1972 год работала в театре Русской драмы в Риге. Затем два сезона играла на сцене Ленинградского Театра Драмы и комедии.
С 1974 по 2020 год — актриса Малого драматического театра.
Скончалась 31 октября 2020 года в Санкт-Петербурге от COVID-19.

## Признание и награды
- 1993 — Заслуженная артистка России[1]

## Творчество

### Роли в театре

#### Малый драматический театр - Театр Европы
- 1985 — «Братья и сёстры» Фёдора Абрамова. Режиссёр: Лев Додин — Марья Нетёсова
- 1987 — «Звёзды на утреннем небе» Александра Галина. Режиссёр: Татьяна Шестакова — Валентина
- 1991 — «Бесы» Ф. М. Достоевского. Режиссёр: Лев Додин — Варвара Петровна Ставрогина[4]
- 2002 — «Парчовый барабан» Икио Мисима. Режиссёр: Владимир Туманов — Комати
- 2004 — «Любовь дона Перлимплина» Федерико Гарсиа Лорка. Режиссёр: Олег Дмитриев — Мать Белисы

### Фильмография
- 2019 — Служба доставки (короткометражный)
- 2009 — Версия — Анна Сергеевна — мать Виталия
- 2009 — Марионетки
- 2008 — Бесы (фильм-спектакль) — Ставрогина Варвара Петровна
- 2003 — Не ссорьтесь, девочки! — соседка Юли
- 1989 — Звёзды на утреннем небе (фильм-спектакль) — Валентина
- 1987 — Серебряные струны — пани Ядвига Донатовна
- 1982 — Дом (фильм-спектакль) — Анфиса
- 1974 — Чудаки (фильм-спектакль) — Ольга
- 1970 — А зори здесь тихие (фильм-спектакль) — Рита
- 1969 — Аргонавты (фильм-спектакль)
- 1968 — Перед бурей (фильм-спектакль) — эпизод
- 1968 — Пер Гюнт (фильм-спектакль) — эпизод
- 1968 — Квадратура круга (фильм-спектакль) — Тоня